# Poljane (Istok)
Pour les articles homonymes, voir Poljane.
Polanë en albanais et Poljane en serbe latin (en serbe cyrillique : Пољане) est une localité du Kosovo située dans la commune/municipalité d'Istog/Istok et dans le district de Pejë/Peć. Selon le recensement kosovar de 2011, elle compte 15 habitants, tous albanais.

## Démographie

### Évolution historique de la population dans la localité
| 1948 | 1953 | 1961 | 1971 | 1981 | 1991 | 2011 |
| ---- | ---- | ---- | ---- | ---- | ---- | ---- |
| 244  | 283  | 343  | 355  | 295  | 172  | 15   |

|  |